# Isaac Hempstead-Wright

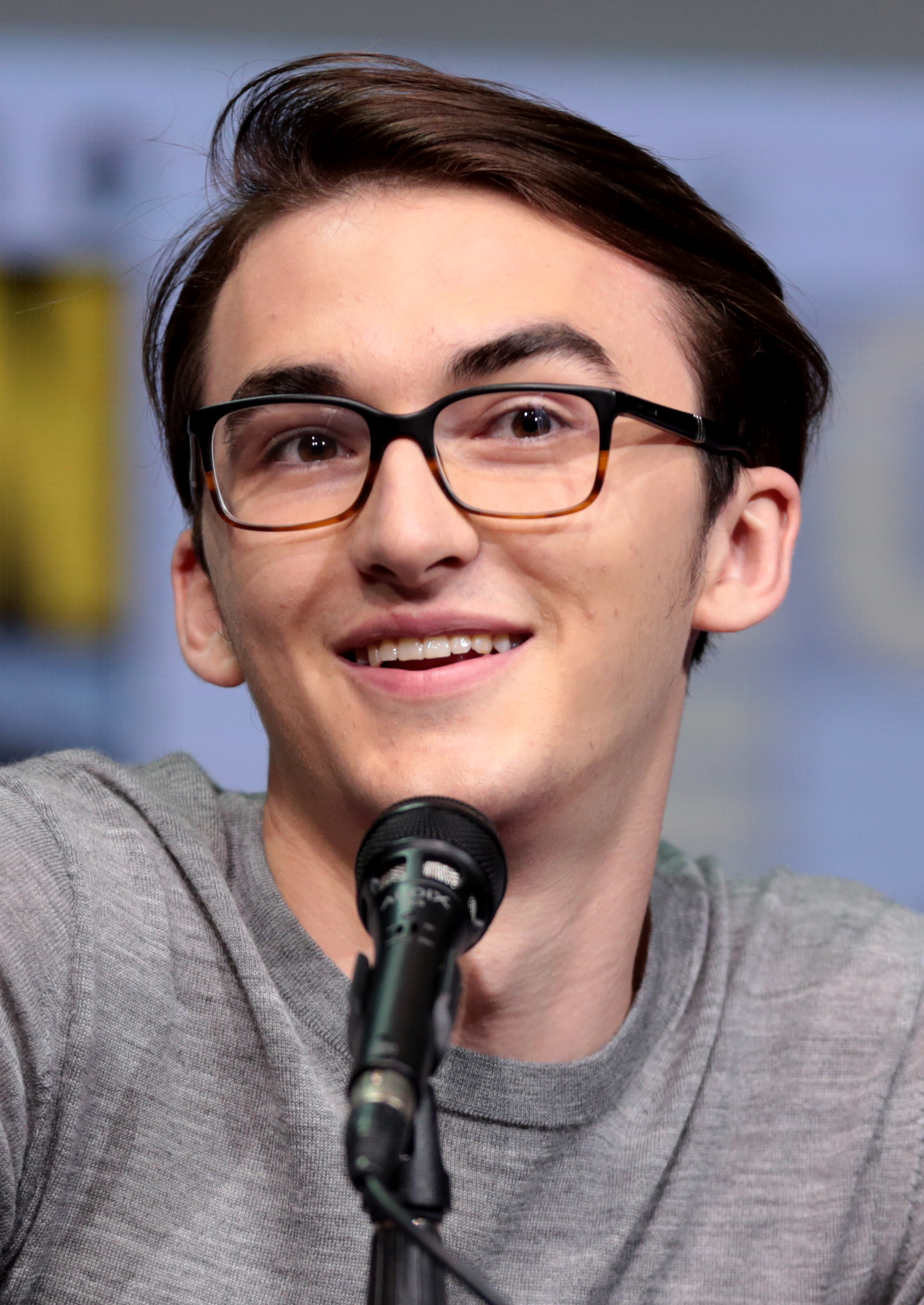
Isaac Hempstead-Wright auf der San Diego Comic-Con International (2017)

Isaac William Hempstead-Wright (* 9. April 1999 in Kent, England) ist ein britischer Schauspieler.

## Leben
Zurzeit lebt Hempstead-Wright mit seiner Familie in Faversham, Kent. Er nahm Schauspielunterricht am Kent Youth Theatre in Canterbury, England.

## Karriere
Isaac Hempstead-Wright begann seine Schauspieltätigkeit mit Werbeaufnahmen und war von 2011 bis 2019 in der HBO-Fantasy-Fernsehserie Game of Thrones in der Rolle des Bran Stark zu sehen. Ebenfalls 2011 hatte er eine Nebenrolle in dem britischen Horrorfilm The Awakening. Für seine Darstellung in Game of Thrones wurde er 2012 und 2014 gemeinsam mit dem Ensemble der Serie für den Screen Actors Guild Award in der Kategorie Bestes Schauspielensemble in einer Dramaserie nominiert.

## Filmografie
- 2011: The Awakening
- 2011–2019: Game of Thrones (Fernsehserie, 40 Episoden)
- 2013: Unter Beobachtung (Closed Circuit)
- 2014: Family Guy (1 Folge, Stimme)
- 2021: Voyagers